# Vajan vid Norrlands nation
Hembygdsföreningen Vajan är en av tre damföreningar vid Norrlands nation vid Uppsala universitet och Sveriges lantbruksuniversitet i Uppsala. Föreningen bildades 25 februari 1963 och riktade sig från början till studentskor från Norr- och Västerbotten. Idag finns det inte längre något krav på härkomst från Norr- och Västerbotten men föreningen värnar fortfarande om sitt norrländska arv och sina norrländska traditioner.
Vajans officiella sammankomster kallas Gärden och hålls tre gånger per termin. Varje år ordnar Vajan även gasken Härken, en fyrarättersmiddag med efterföljande klubb. Då utses också årets Härk, en utmärkelse som går till en man som under det gångna året gjort något särskilt bra för föreningen.